# 楓葉情
《楓葉情》是由林煌坤作词，鳳飛飛演唱的歌曲，也是林青霞與鄧光榮領銜主演電影《楓葉情》主題曲與插曲。1976年電影上映時甄妮與鳳飛飛爭唱該歌曲。